# WHL 2009/10
Die WHL-Saison 2009/10 war die 44. Spielzeit der Western Hockey League. Die reguläre Saison begann am 17. September 2009 und endete am 14. März 2010. Die Play-offs starteten am 18. März 2010 und endeten mit dem zweiten Ed-Chynoweth-Cup-Gewinn der Calgary Hitmen am 7. Mai 2010, die sich im WHL-Finale gegen die Tri-City Americans durchsetzten.

## Reguläre Saison

### Abschlussplatzierungen
Abkürzungen: GP = Spiele, W = Siege, L = Niederlagen, OTL = Niederlage nach Overtime bzw. Shootout, GF = Erzielte Tore, GA = Gegentore, Pts = Punkte

Erläuterungen:       = Play-off-Qualifikation,       = Division-Sieger,       = Conference-Sieger,       = Scotty-Munro-Memorial-Trophy-Gewinner

#### Eastern Conference
| East Division         | GP | W  | L  | OTL | GF  | GA  | Pts |
| --------------------- | -- | -- | -- | --- | --- | --- | --- |
| Brandon Wheat Kings   | 72 | 50 | 18 | 4   | 321 | 204 | 104 |
| Saskatoon Blades      | 72 | 46 | 19 | 7   | 258 | 226 | 99  |
| Swift Current Broncos | 72 | 37 | 30 | 5   | 231 | 232 | 79  |
| Moose Jaw Warriors    | 72 | 33 | 27 | 12  | 243 | 247 | 78  |
| Prince Albert Raiders | 72 | 32 | 35 | 5   | 229 | 249 | 69  |
| Regina Pats           | 72 | 30 | 35 | 7   | 246 | 278 | 67  |

| Central Division      | GP | W  | L  | OTL | GF  | GA  | Pts |
| --------------------- | -- | -- | -- | --- | --- | --- | --- |
| Calgary Hitmen        | 72 | 52 | 17 | 3   | 269 | 177 | 107 |
| Kootenay Ice          | 72 | 43 | 24 | 5   | 252 | 215 | 91  |
| Medicine Hat Tigers   | 72 | 41 | 23 | 8   | 276 | 232 | 90  |
| Red Deer Rebels       | 72 | 39 | 28 | 5   | 202 | 222 | 83  |
| Lethbridge Hurricanes | 72 | 20 | 44 | 8   | 178 | 275 | 48  |
| Edmonton Oil Kings    | 72 | 16 | 43 | 13  | 169 | 285 | 45  |

#### Western Conference
| B.C. Division         | GP | W  | L  | OTL | GF  | GA  | Pts |
| --------------------- | -- | -- | -- | --- | --- | --- | --- |
| Vancouver Giants      | 72 | 41 | 25 | 6   | 267 | 211 | 88  |
| Kelowna Rockets       | 72 | 35 | 31 | 6   | 224 | 225 | 76  |
| Kamloops Blazers      | 72 | 32 | 33 | 7   | 237 | 284 | 71  |
| Chilliwack Bruins     | 72 | 32 | 33 | 7   | 215 | 239 | 71  |
| Prince George Cougars | 72 | 12 | 56 | 4   | 172 | 327 | 28  |

| U.S. Division        | GP | W  | L  | OTL | GF  | GA  | Pts |
| -------------------- | -- | -- | -- | --- | --- | --- | --- |
| Tri-City Americans   | 72 | 47 | 22 | 3   | 272 | 193 | 97  |
| Everett Silvertips   | 72 | 46 | 21 | 5   | 232 | 175 | 97  |
| Spokane Chiefs       | 72 | 45 | 22 | 5   | 240 | 179 | 95  |
| Portland Winterhawks | 72 | 44 | 25 | 3   | 266 | 241 | 91  |
| Seattle Thunderbirds | 72 | 19 | 41 | 12  | 172 | 255 | 50  |

### Beste Scorer
Abkürzungen: GP = Spiele, G = Tore, A = Assists, Pts = Punkte, PIM = Strafminuten; Fett: Saisonbestwert
| Spieler          | Team                  | GP | G  | A  | Pts | PIM |
| ---------------- | --------------------- | -- | -- | -- | --- | --- |
| Brandon Kozun    | Calgary Hitmen        | 65 | 32 | 75 | 107 | 50  |
| Jordan Eberle    | Regina Pats           | 57 | 50 | 56 | 106 | 32  |
| Jordan Weal      | Regina Pats           | 72 | 35 | 67 | 102 | 54  |
| Matt Calvert     | Brandon Wheat Kings   | 68 | 47 | 52 | 99  | 70  |
| Brayden Schenn   | Brandon Wheat Kings   | 59 | 34 | 65 | 99  | 55  |
| Craig Cunningham | Vancouver Giants      | 72 | 37 | 60 | 97  | 44  |
| Mitch Wahl       | Spokane Chiefs        | 72 | 30 | 66 | 96  | 96  |
| Dustin Sylvester | Kootenay Ice          | 68 | 35 | 58 | 93  | 41  |
| Cody Eakin       | Swift Current Broncos | 70 | 47 | 44 | 91  | 71  |
| Scott Glennie    | Brandon Wheat Kings   | 66 | 32 | 57 | 89  | 50  |

### Beste Torhüter
Abkürzungen: GP = Spiele, TOI = Eiszeit (in Minuten), W = Siege, L = Niederlagen, OTL = Overtime/Shootout-Niederlagen, GA = Gegentore, SO = Shutouts, Sv% = gehaltene Schüsse (in %), GAA = Gegentorschnitt
| Spieler          | Team               | GP | TOI  | W  | L  | OTL | GA  | SO | Sv%  | GAA  |
| ---------------- | ------------------ | -- | ---- | -- | -- | --- | --- | -- | ---- | ---- |
| Thomas Heemskerk | Everett Silvertips | 42 | 2415 | 24 | 12 | 4   | 94  | 4  | 92,7 | 2,34 |
| Kent Simpson     | Everett Silvertips | 34 | 1938 | 22 | 9  | 1   | 73  | 1  | 92,5 | 2,26 |
| James Reid       | Spokane Chiefs     | 60 | 3514 | 38 | 16 | 5   | 141 | 5  | 92,0 | 2,41 |
| Martin Jones     | Calgary Hitmen     | 48 | 2851 | 36 | 11 | 1   | 105 | 8  | 91,9 | 2,21 |
| Drew Owsley      | Tri-City Americans | 50 | 2776 | 33 | 11 | 2   | 116 | 4  | 91,8 | 2,51 |

## Play-offs

### Play-off-Baum
|  | Conference-Viertelfinale | Conference-Viertelfinale | Conference-Viertelfinale |                      |                     | Conference-Halbfinale | Conference-Halbfinale | Conference-Halbfinale |  |  | Conference-Finale | Conference-Finale | Conference-Finale |  |  | WHL-Meisterschaft | WHL-Meisterschaft | WHL-Meisterschaft |
|  |                          |                          |                          |                      |                     |                       |                       |                       |  |  |                   |                   |                   |  |  |                   |                   |                   |
|  | 1                        | Calgary Hitmen           | 4                        |                      |                     |                       |                       |                       |  |  |                   |                   |                   |  |  |                   |                   |                   |
|  | 8                        | Moose Jaw Warriors       | 3                        |                      |                     |                       |                       |                       |  |  |                   |                   |                   |  |  |                   |                   |                   |
|  | 8                        | Moose Jaw Warriors       | 3                        | 1                    | Calgary Hitmen      | 4                     |                       |                       |  |  |                   |                   |                   |  |  |                   |                   |                   |
|  |                          |                          |                          | 1                    | Calgary Hitmen      | 4                     |                       |                       |  |  |                   |                   |                   |  |  |                   |                   |                   |
|  |                          |                          | 5                        | Medicine Hat Tigers  | 2                   |                       |                       |                       |  |  |                   |                   |                   |  |  |                   |                   |                   |
|  | 2                        | Brandon Wheat Kings      | 5                        | Medicine Hat Tigers  | 2                   | 4                     |                       |                       |  |  |                   |                   |                   |  |  |                   |                   |                   |
|  | 2                        | Brandon Wheat Kings      |                          |                      |                     | 4                     |                       |                       |  |  |                   |                   |                   |  |  |                   |                   |                   |
|  | 7                        | Swift Current Broncos    | 0                        |                      |                     |                       |                       |                       |  |  |                   |                   |                   |  |  |                   |                   |                   |
|  | 7                        | Swift Current Broncos    | 0                        | 1                    | Calgary Hitmen      | 4                     |                       |                       |  |  |                   |                   |                   |  |  |                   |                   |                   |
|  |                          |                          |                          | 1                    | Calgary Hitmen      | 4                     | Eastern Conference    |                       |  |  |                   |                   |                   |  |  |                   |                   |                   |
|  |                          | 2                        | Brandon Wheat Kings      | 1                    |                     |                       |                       |                       |  |  |                   |                   |                   |  |  |                   |                   |                   |
|  | 3                        | 2                        | Brandon Wheat Kings      | 1                    | Saskatoon Blades    | 4                     |                       |                       |  |  |                   |                   |                   |  |  |                   |                   |                   |
|  | 3                        |                          |                          |                      | Saskatoon Blades    | 4                     |                       |                       |  |  |                   |                   |                   |  |  |                   |                   |                   |
|  | 6                        | Red Deer Rebels          | 0                        |                      |                     |                       |                       |                       |  |  |                   |                   |                   |  |  |                   |                   |                   |
|  | 6                        | Red Deer Rebels          | 0                        | 2                    | Brandon Wheat Kings | 4                     |                       |                       |  |  |                   |                   |                   |  |  |                   |                   |                   |
|  |                          |                          |                          | 2                    | Brandon Wheat Kings | 4                     |                       |                       |  |  |                   |                   |                   |  |  |                   |                   |                   |
|  |                          |                          | 3                        | Saskatoon Blades     | 2                   |                       |                       |                       |  |  |                   |                   |                   |  |  |                   |                   |                   |
|  | 4                        | Kootenay Ice             | 3                        | Saskatoon Blades     | 2                   | 2                     |                       |                       |  |  |                   |                   |                   |  |  |                   |                   |                   |
|  | 4                        | Kootenay Ice             |                          |                      |                     |                       |                       |                       |  |  |                   |                   |                   |  |  |                   |                   |                   |
|  | 5                        | Medicine Hat Tigers      | 4                        |                      |                     |                       |                       |                       |  |  |                   |                   |                   |  |  |                   |                   |                   |
|  | 5                        | Medicine Hat Tigers      | 4                        | E1                   | Calgary Hitmen      | 4                     |                       |                       |  |  |                   |                   |                   |  |  |                   |                   |                   |
|  |                          |                          |                          |                      |                     |                       |                       |                       |  |  |                   |                   |                   |  |  |                   |                   |                   |
|  |                          | W1                       | Tri-City Americans       | 1                    |                     |                       |                       |                       |  |  |                   |                   |                   |  |  |                   |                   |                   |
|  | 1                        | W1                       | Tri-City Americans       | 1                    | Tri-City Americans  | 4                     |                       |                       |  |  |                   |                   |                   |  |  |                   |                   |                   |
|  | 1                        |                          |                          |                      | Tri-City Americans  | 4                     |                       |                       |  |  |                   |                   |                   |  |  |                   |                   |                   |
|  | 8                        | Chilliwack Bruins        | 2                        |                      |                     |                       |                       |                       |  |  |                   |                   |                   |  |  |                   |                   |                   |
|  | 8                        | Chilliwack Bruins        | 2                        | 1                    | Tri-City Americans  | 4                     |                       |                       |  |  |                   |                   |                   |  |  |                   |                   |                   |
|  |                          |                          |                          | 1                    | Tri-City Americans  | 4                     |                       |                       |  |  |                   |                   |                   |  |  |                   |                   |                   |
|  |                          |                          | 6                        | Kelowna Rockets      | 1                   |                       |                       |                       |  |  |                   |                   |                   |  |  |                   |                   |                   |
|  | 2                        | Vancouver Giants         | 6                        | Kelowna Rockets      | 1                   | 4                     |                       |                       |  |  |                   |                   |                   |  |  |                   |                   |                   |
|  | 2                        | Vancouver Giants         |                          |                      |                     | 4                     |                       |                       |  |  |                   |                   |                   |  |  |                   |                   |                   |
|  | 7                        | Kamloops Blazers         | 0                        |                      |                     |                       |                       |                       |  |  |                   |                   |                   |  |  |                   |                   |                   |
|  | 7                        | Kamloops Blazers         | 0                        | 1                    | Tri-City Americans  | 4                     |                       |                       |  |  |                   |                   |                   |  |  |                   |                   |                   |
|  |                          |                          |                          | 1                    | Tri-City Americans  | 4                     | Western Conference    |                       |  |  |                   |                   |                   |  |  |                   |                   |                   |
|  |                          | 2                        | Vancouver Giants         | 2                    |                     |                       |                       |                       |  |  |                   |                   |                   |  |  |                   |                   |                   |
|  | 3                        | 2                        | Vancouver Giants         | 2                    | Everett Silvertips  | 3                     |                       |                       |  |  |                   |                   |                   |  |  |                   |                   |                   |
|  | 3                        |                          |                          |                      |                     |                       |                       |                       |  |  |                   |                   |                   |  |  |                   |                   |                   |
|  | 6                        | Kelowna Rockets          | 4                        |                      |                     |                       |                       |                       |  |  |                   |                   |                   |  |  |                   |                   |                   |
|  | 6                        | Kelowna Rockets          | 4                        | 2                    | Vancouver Giants    | 4                     |                       |                       |  |  |                   |                   |                   |  |  |                   |                   |                   |
|  |                          |                          |                          | 2                    | Vancouver Giants    | 4                     |                       |                       |  |  |                   |                   |                   |  |  |                   |                   |                   |
|  |                          |                          | 5                        | Portland Winterhawks | 2                   |                       |                       |                       |  |  |                   |                   |                   |  |  |                   |                   |                   |
|  | 4                        | Spokane Chiefs           | 5                        | Portland Winterhawks | 2                   | 3                     |                       |                       |  |  |                   |                   |                   |  |  |                   |                   |                   |
|  | 4                        | Spokane Chiefs           |                          |                      |                     |                       |                       |                       |  |  |                   |                   |                   |  |  |                   |                   |                   |
|  | 5                        | Portland Winterhawks     | 4                        |                      |                     |                       |                       |                       |  |  |                   |                   |                   |  |  |                   |                   |                   |

### Ed-Chynoweth-Cup-Sieger
| Ed-Chynoweth-Cup-Sieger Calgary Hitmen | Torhüter: Martin Jones, Chase Komistek, Mike Snider Verteidiger: Kyle Aschim, Carter Berg, Ryan Kerr, Peter Kostermann, Matt MacKenzie, Giffen Nyren, Jaynen Rissling, Zak Stebner, Michael Stone, Ben Wilson Angreifer: Cody Beach, Joel Broda, Jimmy Bubnick, Rigby Burgart, Del Cowan, Tyler Fiddler, Michail Fissenko, Kris Foucault, Cody Gross, Jessi Hilton, Justin Kirsch, Brandon Kozun, John Lawrence, Jason MacDonald, Mackenzie Royer, Ian Schultz, Tyler Shattock, Cody Sylvester Cheftrainer: Mike Williamson General Manager: Kelly Kisio |

### Beste Scorer
Abkürzungen: GP = Spiele, G = Tore, A = Assists, Pts = Punkte, PIM = Strafminuten; Fett: Saisonbestwert
| Spieler           | Team                 | GP | G  | A  | Pts | PIM |
| ----------------- | -------------------- | -- | -- | -- | --- | --- |
| Brandon Kozun     | Calgary Hitmen       | 23 | 8  | 22 | 30  | 12  |
| Brendan Shinnimin | Tri-City Americans   | 22 | 8  | 17 | 25  | 29  |
| Craig Cunningham  | Vancouver Giants     | 16 | 12 | 12 | 24  | 12  |
| Kruise Reddick    | Tri-City Americans   | 22 | 11 | 13 | 24  | 19  |
| Brendan Gallagher | Vancouver Giants     | 16 | 11 | 10 | 26  | 14  |
| Michael Stone     | Calgary Hitmen       | 23 | 5  | 15 | 20  | 24  |
| Brayden Schenn    | Brandon Wheat Kings  | 15 | 8  | 11 | 19  | 2   |
| Michail Fissenko  | Calgary Hitmen       | 23 | 8  | 11 | 19  | 18  |
| Ryan Johansen     | Portland Winterhawks | 13 | 6  | 12 | 18  | 18  |
| Giffen Nyren      | Calgary Hitmen       | 23 | 5  | 13 | 18  | 41  |
| Justin Feser      | Tri-City Americans   | 22 | 4  | 14 | 18  | 14  |

### Beste Torhüter
Abkürzungen: GP = Spiele, TOI = Eiszeit (in Minuten), W = Siege, L = Niederlagen, OTL = Overtime/Shootout-Niederlagen, GA = Gegentore, SO = Shutouts, Sv% = gehaltene Schüsse (in %), GAA = Gegentorschnitt
| Spieler         | Team               | GP | TOI  | W  | L | GA | SO | Sv%  | GAA  |
| --------------- | ------------------ | -- | ---- | -- | - | -- | -- | ---- | ---- |
| Drew Owsley     | Tri-City Americans | 19 | 1043 | 12 | 5 | 43 | 2  | 92,1 | 2,47 |
| Steven Stanford | Saskatoon Blades   | 10 | 602  | 6  | 4 | 28 | 2  | 91,6 | 2,79 |
| Martin Jones    | Calgary Hitmen     | 23 | 1401 | 16 | 6 | 55 | 2  | 91,5 | 2,36 |
| Lucas Gore      | Chilliwack Bruins  | 6  | 358  | 2  | 3 | 20 | 0  | 91,2 | 3,35 |
| James Reid      | Spokane Chiefs     | 7  | 427  | 3  | 3 | 24 | 0  | 91,1 | 3,37 |

## Auszeichnungen

### All-Star-Teams

#### Eastern Conference
| First All-Star-Team |                                                |
| Angriff:            | Jordan Eberle – Brayden Schenn – Brandon Kozun |
| Verteidigung:       | Michael Stone – Brayden McNabb                 |
| Tor:                | Martin Jones                                   |

| Second All-Star-Team |                                              |
| Angriff:             | Dustin Sylvester – Matt Calvert – Cody Eakin |
| Verteidigung:        | Travis Hamonic – Colby Robak                 |
| Tor:                 | Darcy Kuemper                                |

#### Western Conference
| First All-Star-Team |                                            |
| Angriff:            | Craig Cunningham – Kyle Beach – Mitch Wahl |
| Verteidigung:       | Tyson Barrie – Kevin Connauton             |
| Tor:                | Calvin Pickard                             |

| Second All-Star-Team |                                             |
| Angriff:             | Shane Harper – Nino Niederreiter – Prab Rai |
| Verteidigung:        | Jared Cowen – Radko Gudas                   |
| Tor:                 | Drew Owsley                                 |

### Vergebene Trophäen
| Auszeichnung                                      | Auszeichnung                 | Team                  |
| ------------------------------------------------- | ---------------------------- | --------------------- |
| Scotty Munro Memorial Trophy                      | Scotty Munro Memorial Trophy | Calgary Hitmen        |
| Auszeichnung                                      | Spieler                      | Team                  |
| Four Broncos Memorial Trophy                      | Jordan Eberle                | Regina Pats           |
| Bob Clarke Trophy                                 | Brandon Kozun                | Calgary Hitmen        |
| Bill Hunter Memorial Trophy                       | Tyson Barrie                 | Kelowna Rockets       |
| Jim Piggott Memorial Trophy                       | Ryan Nugent-Hopkins          | Red Deer Rebels       |
| Del Wilson Trophy                                 | Martin Jones                 | Calgary Hitmen        |
| WHL Plus-Minus Award                              | Colby Robak                  | Brandon Wheat Kings   |
| Brad Hornung Trophy                               | Jason Bast                   | Moose Jaw Warriors    |
| Daryl K. (Doc) Seaman Trophy                      | Adam Lowry                   | Swift Current Broncos |
| Dunc McCallum Memorial Trophy                     | Mark Holick                  | Kootenay Ice          |
| Lloyd Saunders Memorial Trophy                    | Kelly McCrimmon              | Brandon Wheat Kings   |
| Allan Paradice Memorial Trophy                    | Chris Savage                 |                       |
| St. Clair Group Trophy                            | Zoran Rajcic                 | Everett Silvertips    |
| Doug Wickenheiser Memorial Trophy                 | Matt Fraser                  | Kootenay Ice          |
| WHL Playoff MVP                                   | Martin Jones                 | Calgary Hitmen        |
| Professional Hockey Achievement Academic Recipent | Joe Sakic Gavin McLeod       |                       |